# Port de Tornio
Le port de Tornio (finnois : Tornion satama, LOCODE:FI ROY) ou Port de Röyttä (finnois : Röyttän satama) est un port situé à Tornio en Finlande,.

## Présentation
Le port de Tornio est situé au fond de la baie de Botnie et près de la frontière entre la Finlande et la Suède. 
Il est près du port de Kemi, avec lequel il partage une partie de la voie de navigation.
Une voie navigable de 9,0 mètres de profondeur mène au port. Le chenal est destiné aux navires jusqu'à 165 mètres de longueur.
Le port est exploité par Outokumpu Shipping et son principal utilisateur est l'usine sidérurgique d'Outokumpu adjacente.
| Port           | 2015      | 2019      |
| -------------- | --------- | --------- |
| Port de Tornio | 2 898 864 | 3 059 726 |

## Histoire
Il est décidé de déplacer le port de Tornio sur l'île de Röyttä après l'incendie de la ville de Tornio en 1762. Le port de Röyttä a été achevé en 1766. Dans les environs de la zone portuaire de Röyttä, il y a un parc éolien avec les huit éoliennes terrestres de Rajakiiri Oy, et un plus grand parc éolien offshore a été prévu pour la zone maritime voisine.